# William Thalbitzer
Carl William Thalbitzer (* 5. Februar 1873 in Helsingør; † 18. September 1958 in Usserød) war ein dänischer Eskimologe.

## Leben

### Frühes Leben
Carl William Thalbitzer war der älteste Sohn des Tabakfabrikanten Heinrich Albert Thalbitzer (1853–1893) und dessen Ehefrau Elisabeth Johanne Frederikke Simony (1842–1926). Sein Bruder war der Ökonom Carl Thalbitzer (1876–1970), sein Großvater der Politiker Carl Frederik Simony (1806–1872), was ihn zum Cousin des grönländischen Inspektors Christian Simony (1881–1961) machte.
Nach dem Besuch der Schule in Helsingør begann er 1891 ein Studium in dänischer, altgriechischer und lateinischen Philologie an der Universität Kopenhagen, wechselte aber bald von Altgriechisch zu Englisch. Besonders geprägt wurde er von seinen Professoren Vilhelm Thomsen, Otto Jespersen und Harald Høffding. Für den Aufsatz Autoritetsforholdets Væsen og ethiske Betydning erhielt er 1894 die Goldmedaille. Im Jahr 1899 erlangte er den akademischen Grad eines Candidatus magisterii.
Nach dem Universitätsabschluss arbeitete er ein halbes Jahr als Internatslehrer in Birkerød. Zu diesem Zeitpunkt interessierte er sich für indigene Sprachen in Südamerika. Durch den Polizeiarzt Søren Hansen, der Ende der 1880er Jahre anthropologische Untersuchungen in Grönland unternommen hatte, begann er sich für die dänische Kolonie zu interessieren. Während seiner Zeit in Birkerød hatte er zudem Christian Rasmussen, der Missionar in Grönland war. In Kopenhagen lernte er Henrik Lund kennen, der sein erster Lehrer der grönländischen Sprache wurde. Mit Unterstützung der Kommission für Geologische und Geografische Untersuchungen in Grönland reiste er im Mai 1900 nach Ilulissat, von wo aus er mit Umiak und Hundeschlitten herumreiste und unter der grönländischen Bevölkerung lebte. Im Oktober 1901 kehrte er nach Dänemark zurück. Anschließend schrieb er seine Beobachtungen zu Sprache und Tradition nieder, welche 1904 als A Phonetical Study of the Eskimo Language in Band 31 der Meddelelser om Grønland erschien. Dies war die erste wissenschaftliche Arbeit zur grönländischen Phonologie. Anschließend bildete er sich weiter in Anthropologie fort, unter anderem durch Kontakt zum französischen Anthropologen Marcel Mauss.
Am 26. Mai 1905 heiratete er in Kopenhagen Ellen Marie Locher (1883–1956), Tochter des Malers Carl Ludvig Thilson Locher (1851–1915) und seiner Frau Anna Marie Frederikke Gyllich (1852–1920). Sie war zudem die Schwester des Bildhauers Axel Locher (1879–1941) und des Schriftstellers Jens Locher (1889–1952).

### Nach der Reise nach Ostgrönland
Von 1905 bis 1906 bereiste er Ostgrönland in Begleitung seiner Frau. Die dort lebenden Tunumiit waren im Gegensatz zu den Kitaamiut in Westgrönland bisher kaum kolonial beeinflusst, sodass deutlich mehr der traditionellen Inuit-Kultur erhalten war. Während William Thalbitzer alte Mythen und Trommelgesänge schriftlich und als Tonaufnahmen sammelte, schuf seine Frau Skulpturen und Zeichnungen der Bewohner. Das gesammelte Material war so groß, dass William Thalbitzer die Bearbeitung Zeit seines Lebens nicht vollenden konnte und es vergingen mehrere Jahre, bis er erste wissenschaftliche Werke veröffentlichen konnte. Sprachliche Hilfe erhielt er dabei vor allem von Johan Petersen, der Kolonialverwalter in Ostgrönland war und schon bei Gustav Frederik Holms Frauenbootexpedition als Dolmetscher gewirkt hatte, da er in Südgrönland aufgewachsen war und somit Kontakt zu zugereisten Ostgrönländern hatte. 1909 erschien seine ethnologische Beschreibung der von Georg Carl Amdrup in Ostgrönland gesammelten archäologischen Artefakte in Band 28 der Meddelelser om Grønland. 1911 gab er gemeinsam mit dem Musikhistoriker Hjalmar Thuren zwei Werke zu den Trommelgesängen der Tunumiit heraus: On the Eskimo Music in Greenland sowie Melodies of Greenland. Im selben Jahr veröffentlichte er im Handbook of American Indian Languages die Arbeit Eskimo, a Grammatical Sketch, mit der er sich internationale Anerkennung verschaffte. 1914 erschien The Ammassalik Eskimo in Band 39 der Meddelelser om Grønland, wo neben seinen eigenen Erkenntnissen auch die übersetzten Expeditionsberichte Holms und Amdrups eingingen. 1914 reiste er nach Südgrönland, wo er in Kontakt mit dorthin zugewanderten Tunumiit hatte. Besonders der Ostgrönländer Kuannia unterstützte ihn beim Verständnis seiner Aufzeichnungen. 1917 reiste er nach Sápmi, um die Kultur der Inuit mit der der Samen zu vergleichen.
1920 wurde Thalbitzer Dozent für Grönländische Sprache und Kultur an der Universität Kopenhagen. Der Studiengang war zu diesem Zweck geschaffen worden. 1926 erfolgte seine Ernennung zum außerordentlichen Professor. Im Jahr 1929 hatte er eine Gastprofessur an der Sorbonne in Paris. 1923 gab er Language and Folklore in Band 40 der Meddelelser om Grønland als Fortsetzung des 1914 erschienenen Werks heraus. Das Werk umfasst eine Beschreibung der ostgrönländischen Sprache, sowie die von ihm gesammelten Gedichte, Trommelgesänge, Zauberformeln, Mythen und Geschichten der Tunumiit und gilt als das bedeutendste wissenschaftliche Werk Thalbitzers. Es ist zudem mit zahlreichen Fotografien versehen, die er während seiner Reise gemacht hatte.

### Weitere Forschungstätigkeiten
Nach seiner Reise nach Südgrönland 1914 unternahm er noch sechs weitere Reisen nach Westgrönland bis 1950, wo er Bekanntschaft mit zahlreichen bedeutenden Grönländern schloss, vor allem Dichtern wie Henrik Lund, den er bereits um 1900 kennengelernt hatte. Dadurch wuchs auch sein Interesse an westgrönländischer Dichtkunst, die er ins Dänische zu übersetzen begann. Auf diese Weise entstand beispielsweise 1916 die dänische Version der grönländischen Nationalhymne Nunarput utoqqarsuanngoravit. 1931 veröffentlichte er in Zusammenarbeit mit Jonathan Petersen, Julius Olsen und Henrik Lund Tunumiut taigdliait, eine westgrönländische Übersetzung ostgrönländischer Gedichte. 1950 erschien eine grönländische Literaturgeschichte im großen Werk Grønlandsbogen. William Thalbitzer schrieb zahlreiche weitere Werke und Essays zu Wissenschaft und Gesellschaft, darunter auch in Zeitungen und Zeitschriften wie der Atuagagdliutit und der Avangnâmioĸ.
Der große Unterschied zwischen der westgrönländischen und der ostgrönländischen Sprache ließen sein Interesse für Historische Linguistik wachsen. Er untersuchte die erstmals von Rasmus Rask postulierte sprachliche Verwandtschaft zur Aleutischen Sprache und beschäftigte sich anschließend mit einer möglichen Verwandtschaft zu den Finno-Ugrischen Sprachen und den Indogermanischen Sprachen.
1941 schloss er mit Social Customs and Mutual Aid sein großes Werk zu den Tunumiit ab. Dies war stark von der Arbeit des acht Jahre zuvor verstorbenen Knud Rasmussens geprägt, mit dem William Thalbitzer große Freundschaft und gegenseitige Bewunderung verbanden. William Thalbitzer wurde 1943 mit 70 Jahren pensioniert, lehrte aber noch 1945 weiter. 

### Auszeichnungen und Mitgliedschaften
1927 erhielt er den Loubat-Preis von der Kungliga Vitterhets Historie och Antikvitets Akademien. Im Jahr 1952 verlieh ihm die Universität Kopenhagen im Vorfeld seines 80. Geburtstags die Ehrendoktorwürde. Im Jahr 1923 wählte ihn die Königlich Dänische Akademie der Wissenschaften zu ihrem Mitglied. Von 1925 bis 1952 war er Mitglied der Kommission für Wissenschaftliche Untersuchungen in Grönland. 1931 wurde er Redaktionsmitglied für die Meddelelser om Grønland. Er ist zudem Ehrenmitglied der Grönländischen Gesellschaft, der Société des Américanistes de Paris, der Anthropological Society of Washington und der Grönländervereinigung Kalâtdlit. Von 1904 bis 1952 war William Thalbitzer Repräsentant Dänemarks auf den Internationalen Amerikanistenkongressen. 1956 wurde er zum Ehrenpräsidenten des Amerikanistenkongresses ernannt.
William Thalbitzer starb 1958 im Alter von 85 Jahren in Usserød und wurde auf dem Friedhof in Gurre begraben.

## Werke (Auswahl)
- 1904: A Phonetical Study of the Eskimo Language (erschienen in Meddelelser om Grønland Band 31)
- 1908: Hedenske Digte fra Helsingør til Østgrønland
- 1909: Ethnological Description of the Amdrup Collection from East Greenland (erschienen in Meddelelser om Grønland Band 28)
- 1911: The Ammassalik Eskimo Teil 2, Nr. 1: On the Eskimo Music in Greenland (mit Hjalmar Thuren) (erschienen in Meddelelser om Grønland Band 40)
- 1911: The Ammassalik Eskimo Teil 2, Nr. 2: Melodies from East Greenland (mit Hjalmar Thuren) (erschienen in Meddelelser om Grønland Band 40)
- 1911: Eskimo (A Grammatical Sketch) (erschienen im Handbook of American Indian Languages Band 40)
- 1913: Grønlandske sagn om Eskimoernes fortid (erschienen in Populära etnologiska skrifter Band 11)
- 1914: The Ammassalik Eskimo Teil 1: Containing the Ethnological and Anthropological Results (erschienen in Meddelelser om Grønland Band 39)
- 1920: Eskimoiske Digte fra Østgrønland
- 1923: The Ammassalik Eskimo Teil 2, Nr. 3: Language and Folklore (erschienen in Meddelelser om Grønland Band 40)
- 1926: Arktiske Digte og hjemlige fra Grønland til Helsingør
- 1926: Eskimoernes kultiske Guddomme (erschienen in Studier for Sprog- og Oldtidsforskning Band 143)
- 1928: Die kultischen Gottheiten der Eskimos (erschienen in Archiv für Religionswissenschaft Band 26)
- 1929: Lègendes et Chants Esquimaux du Groenland (erschienen in Collection de contes et chansons populaires Band 45)
- 1931: Tunumiut taigdliait
- 1932: Kalâleĸ (erschienen in Skrifter udg. af Foreningen til Folkeoplysningens Fremme i Grønland Band 4)
- 1932: Fra Eskimoforskningens første dage
- 1933: Eskimo Liederen
- 1933: Den grønlandske kateket Hansêraĸs Dagbog (erschienen in Det Grønlandske Selskabs Skrifter Band 8)
- 1939: Inuit Sange og Danse fra Grønland
- 1941: The Ammassalik Eskimo Teil 2, Nr. 4: Social Customs and Mutual Aid (erschienen in Meddelelser om Grønland Band 40)
- 1945: Uhlenbeck's Eskimo-Indoeuropean Hypothesis (erschienen in Travaux du Cercle linguistique de Copenhague Band 1)
- 1945: Grønlandske Digte og danske
- 1946: Østgrønlænderne (kommentierte Neuherausgabe von Christian Rosings Tunuamiut (1906)) (erschienen in Det Grønlandske Selskabs Skrifter Band 15)
- 1951: Two Runic Stones from Greenland and Minnesota (erschienen in Smithsonian Institution Miscellaneous Collections Band 116)